# Alwin Theobald

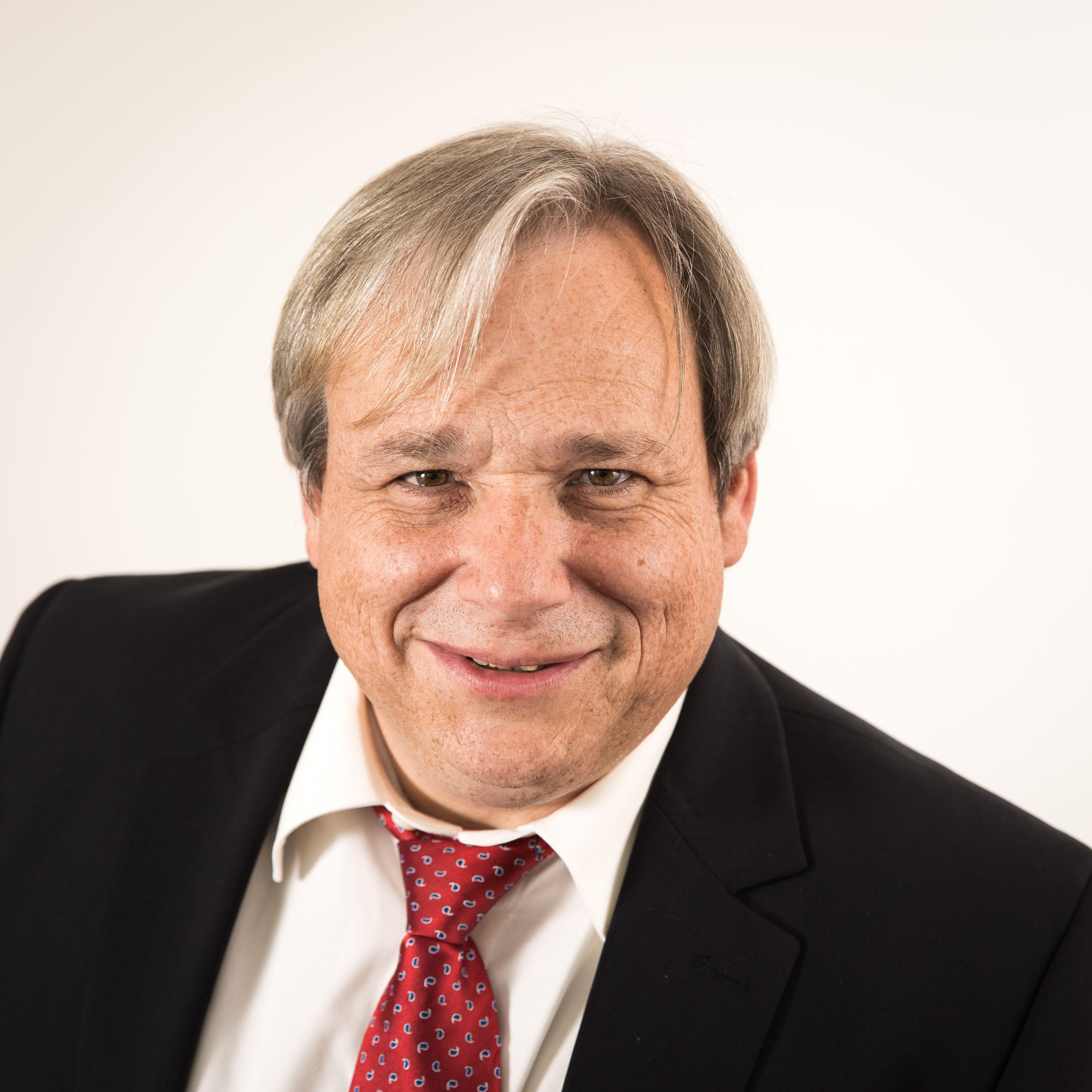
Alwin Theobald (2017)

Alwin Theobald (* 1968 in Eppelborn) ist ein deutscher Politiker (CDU). Seit 2017 ist er Abgeordneter im Landtag des Saarlandes.

## Leben
Nach dem Besuch der Grund- und Hauptschule in Eppelborn machte er 1984 eine Ausbildung zum Straßenwärter und Tiefbaufacharbeiter beim Staatlichen Straßenbauamt (heute: Landesbetrieb für Straßenbau). Bis 1995 arbeitete er in diesem Beruf bei den Straßenmeistereien in Lebach und St. Wendel. 1995 machte er eine weitere Ausbildung zum Justizvollzugsbeamten und war in der JVA Saarbrücken und der JVA Ottweiler tätig.
Alwin Theobald ist verheiratet und Vater von drei Töchtern.
2004 wurde er ins Ministerium für Inneres, Familie, Frauen und Sport abgeordnet, wo er Mitarbeiter und persönlicher Fahrer der Staatssekretärin Gaby Schäfer wurde. 2007 wechselte er in das Ministerium für Bildung und Kultur, 2009 dann nach einem Neuzuschnitt der Ressorts in der Landesregierung ins Ministerium für Justiz, Gesundheit und Soziales. 2013 übernahm Alwin Theobald den Bereich Jugendarbeit, Jugendsozialarbeit, Jugendhilfe-Schule im Landesjugendamt. Dort war er bis 2017 tätig. Seit der Landtagswahl 2017 ist Alwin Theobald Mitglied des Landtages des Saarlandes und seit 2025 stellvertretender Vorsitzender der CDU-Landtagsfraktion.

## Politische Karriere
1986 trat Theobald der Jungen Union bei, 1987 der CDU Saar. Er engagierte sich in der Kommunalpolitik, unter anderem als Gemeindeverbandsvorsitzender der JU in Eppelborn sowie stellvertretender Kreisvorsitzender. Sechs Jahre lang war er außerdem Mitglied des JU-Landesvorstands. Seit 1997 ist er Vorsitzender der CDU in Habach, seit November 2016 ist er zudem Vorsitzender des CDU-Gemeindeverbands Eppelborn.
1999 wurde er in den Gemeinderat Eppelborn gewählt, wo er seitdem als stellvertretender Vorsitzender seiner Fraktion wirkt. Bei der Landtagswahl im Saarland 2017 trat er im Wahlkreis Ost auf Listenplatz 6 an und wurde in den 16. Saarländischen Landtag gewählt.
Bei der Landtagswahl 2022 wurde er erneut in den Landtag gewählt. Im September 2022 wurde er zum Vorsitzenden des Ausschusses für Inneres, Bauen und Sport des Saarländischen Landtages gewählt. Dieses Amt übte er bis zu seiner Wahl zum Stellvertretenden Vorsitzenden der CDU-Landtagsfraktion im März 2025 aus. 
Neben seiner Tätigkeit als Stellvertretender Fraktionsvorsitzender leitet Alwin Theobald in der CDU-Landtagsfraktion den Arbeitskreis Umwelt, Klima, Mobilität, Agrar und Verbraucherschutz.  Er ist gleichzeitig Sprecher für Gesundheits-, Umwelt- und Agrarpolitik. Als Beauftragter der Fraktion betreut er zudem die Politikfelder Kinderschutz, Drogenpolitik und Armutsbekämpfung sowie die Schnittstelle Zivil-militärische Zusammenarbeit und Bundeswehr. 